# Mùa bão Đông Bắc Thái Bình Dương 2019
Mùa bão Đông Bắc Thái Bình Dương 2019 là một sự kiện đang diễn ra mà theo đó, các cơn bão được hình thành ở Thái Bình Dương, phía bắc đường xích đạo và phía Đông đường đổi ngày quốc tế trong năm 2019. Mùa bão chính thức bắt đầu vào ngày 15 tháng 5 ở phía Đông và ngày 1 tháng 6 ở Trung Tâm Thái Bình Dương. Cả hai sẽ kết thúc vào ngày 30 tháng 11. khu vực này  được theo dõi chính thức của hai trung tâm khí tượng gồm Trung tâm Bão Quốc gia Hoa Kỳ (NHC) và Trung tâm Bão Giữa Thái Bình Dương (CPHC) thuộc NOAA. Đây là Mùa bão đầu tiên không có cơn bão nhiệt đới hình thành trong lưu vực vào tháng Năm kể từ Mùa bão năm 2016 mặc dù Bão Pali được hình thành vào tháng 1 năm 2016. Và lần đầu tiên không có cơn bão nào hình thành trước tháng 6 kể từ Mùa bão năm 2011. Mùa bão này đã trở thành mùa bão Thái Bình Dương bắt đầu muộn nhất từng được được ghi nhận kể từ khi các hồ sơ đáng tin cậy bắt đầu từ Mùa bão Thái Bình Dương năm 1971, với áp thấp nhiệt đới đầu tiên hình thành vào ngày 25 tháng 6

## Mùa bão và tên bão

### Tóm tắt mùa bão
| Thang bão Saffir–Simpson |     |    |    |    |    |    |
| ATNĐ                     | BNĐ | C1 | C2 | C3 | C4 | C5 |

| Alvin            | 25-29 tháng 6            | Bão cấp 1         | 75 (120)  | 992  | không có                                                             | không có      | không có |                   |
| Barbara          | 30 tháng 6 - 6 tháng 7   | Bão cấp 4         | 155 (250) | 933  | Hawaii                                                               | Không đáng kể | Không có |                   |
| Cosme            | 6-8 tháng 7              | Bão nhiệt đới     | 50 (85)   | 1001 | không có                                                             | không có      | không có |                   |
| 04-E             | 12-14 tháng 7            | Áp thấp nhiệt đới | 35 (55)   | 1006 | Không có                                                             | không có      | không có |                   |
| Dalila           | 22-25 tháng 7            | Bão nhiệt đới     | 40 (65)   | 1006 | không có                                                             | Không có      | Không    |                   |
| Erick            | 27 tháng 7 - 5 tháng 8   | Bão cấp 4         | 130 (215) | 952  | Không có                                                             | Không có      | Không có |                   |
| Flossie          | 28 tháng 7 - 6 tháng 8   | Bão cấp 1         | 75 (120)  | 990  | Không có                                                             | Không có      | Không có |                   |
| Gil              | 3-5 tháng 8              | Bão nhiệt đới     | 40 (65)   | 1006 | Không có                                                             | Không có      | Không có |                   |
| Henriette        | 12-13 tháng 8            | Bão nhiệt đới     | 40 (65)   | 1005 | Không có                                                             | Không có      | Không có |                   |
| Ivo              | 21-25 tháng 8            | Bão nhiệt đới     | 65 (100)  | 992  | Đảo Clarion                                                          | Không có      | Không có |                   |
| Juliette         | 1-9 tháng 9              | Bão cấp 3         | 125 (205) | 953  | Tây Nam Mexico, Đảo Revillagigedo, Bán đảo Baja California           | Không có      | Không có |                   |
| Akoni            | 4-6 tháng 9              | Bão nhiệt đới     | 45 (75)   | 1003 | Không có                                                             | Không có      | Không có |                   |
| Kiko             | 12-25 tháng 9            | Bão cấp 4         | 130 (215) | 950  | Không có                                                             | Không có      | Không có |                   |
| Lorena           | 17-22 tháng 9            | Bão cấp 1         | 85 (140)  | 986  | Sonora, Sinaloa, Jalisco, Colima, Michoacán, Bán đảo Baja California | 910.000       | 1        | [ 1 ]             |
| Mario            | 17-23 tháng 9            | Bão nhiệt đới     | 65 (100)  | 992  | Đảo Revillagigedo, Bán đảo Baja California                           | Không có      | Không có |                   |
| Narda            | 29 tháng 9 - 1 tháng 10  | Bão nhiệt đới     | 50 (85)   | 998  | Tây Mexico, Bán đảo Baja California                                  | 15.1 triệu    | 6        | [ 2 ] [ 3 ] [ 4 ] |
| Ema              | 12-14 tháng 10           | Bão nhiệt đới     | 50 (85)   | 1003 | Đảo Hawaii, Papahānaumokuākea Marine National Monument               | không có      | không có |                   |
| Octave           | 17-19 tháng 10           | Bão nhiệt đới     | 45 (75)   | 1006 | không có                                                             | không có      | không có |                   |
| Priscilla        | 20-21 tháng 10           | Bão nhiệt đới     | 45 (75)   | 1003 | Tây Mexico                                                           | không đáng kể | không có |                   |
| Raymond          | 14-17 tháng 11           | Bão nhiệt đới     | 50 (85)   | 1001 | Đảo Revillagigedo, Bán đảo Baja California                           | Không đáng kể | không có |                   |
| 21-E             | 16-18 tháng 11           | Áp thấp nhiệt đới | 35 (55)   | 1006 | Tây Nam Mexico                                                       | không có      | không có |                   |
| Tổng hợp mùa bão |                          |                   |           |      |                                                                      |               |          |                   |
| 21 XTNĐ          | 25 tháng 6 – 18 tháng 11 |                   | 155 (250) | 933  | '                                                                    | 16.1 triệu    | 7        |                   |

### Tên bão
Khu vực phía Đông
Danh sách tên sau đây đang được sử dụng cho các cơn bão được đặt tên ở lưu vực Đông Bắc Thái Bình Dương trong năm 2019. Các tên bị khai tử, nếu có, sẽ được Tổ chức Khí tượng Thế giới công bố vào mùa xuân năm 2020. Các tên không được rút khỏi danh sách này sẽ là được sử dụng một lần nữa trong mùa 2025. Đây là danh sách tương tự được sử dụng trong mùa 2013.
| - Alvin (01E) - Barbara (02E) - Cosme (03E) - Dalila (05-E) - Erick (06-E) - Flossie (07-E) - Gil (08-E) - Henriette (09-E) | - Ivo (10-E) - Juliette (11-E) - Kiko (12-E) - Lorena (13-E) - Mario (14-E) - Narda (15-E) - Octave (16-E) - Priscilla (17-E) | - Raymond (18-E) - Sonia (chưa sử dụng) - Tico (chưa sử dụng) - Velma (chưa sử dụng) - Wallis (chưa sử dụng) - Xina (chưa sử dụng) - York (chưa sử dụng) - Zelda (chưa sử dụng) |

 Khu vực Trung Tâm 
Đối với các cơn bão hình thành trong khu vực chịu trách nhiệm của Trung tâm bão Trung tâm bão Bắc Thái Bình Dương, bao gồm khu vực giữa 140 độ Tây và Ngày Quốc tế, tất cả các tên được sử dụng trong một loạt bốn danh sách luân phiên. Bốn  tên tiếp theo sẽ được dự kiến sử dụng vào năm 2019 được trình bày dưới đây.
| - Akoni (01-C) | - Ema (02-C) | - Hone (chưa sử dụng) | - Iona (chưa sử dụng) |

Chú ý: Những cái tên để đặt cho bão được in đậm và in nghiêng, có đánh kí hiệu đằng sau là tên bão đã được sử dụng.